# Cureghem
Ne doit pas être confondu avec Cureghem-lez-Liège.
 (juillet 2022).
Si vous disposez d'ouvrages ou d'articles de référence ou si vous connaissez des sites web de qualité traitant du thème abordé ici, merci de compléter l'article en donnant les références utiles à sa vérifiabilité et en les liant à la section « Notes et références ».
Le quartier de Cureghem (en néerlandais : Kuregem), parfois appelé Cureghem-lez-Bruxelles, est un quartier et ancien hameau de la commune d'Anderlecht (Région de Bruxelles-Capitale).
Il est situé à l'est de la commune et s'identifie au sein de la commune d'Anderlecht par les barrières physiques du canal Bruxelles-Charleroi et la ligne de chemin de fer 28 qui contourne par l'ouest l'agglomération bruxelloise.
Il s'est développé pendant la révolution industrielle du XIXe siècle et connait aujourd'hui une situation sociale et économique fragile en raison du déclin de son économie et de la pauvre qualité de son bâti.

## Histoire

### Débuts ruraux
Le nom Cureghem date du début du xiie siècle (1130) ; il est d'origine germanique (franque) et est composé de Curo + -inga + heim, signifiant « résidence/domaine de la famille de Curo ». Situé dans la plaine alluviale de la Senne, Cureghem était originairement un hameau dépendant d'Anderlecht occupé par des prairies humides avec quelques moulins à eau, chaumières, auberges et une chapelle dite den Noodt-Godts. Ce n'est qu'au cours du xviiie siècle que des teintureries, des filatures et des blanchisseries commencent à s'y installer. Le 9 août 1793, l'explosion de chariots chargés de poudre y détruit six maisons et fait plusieurs victimes.

### Industrialisation et urbanisation

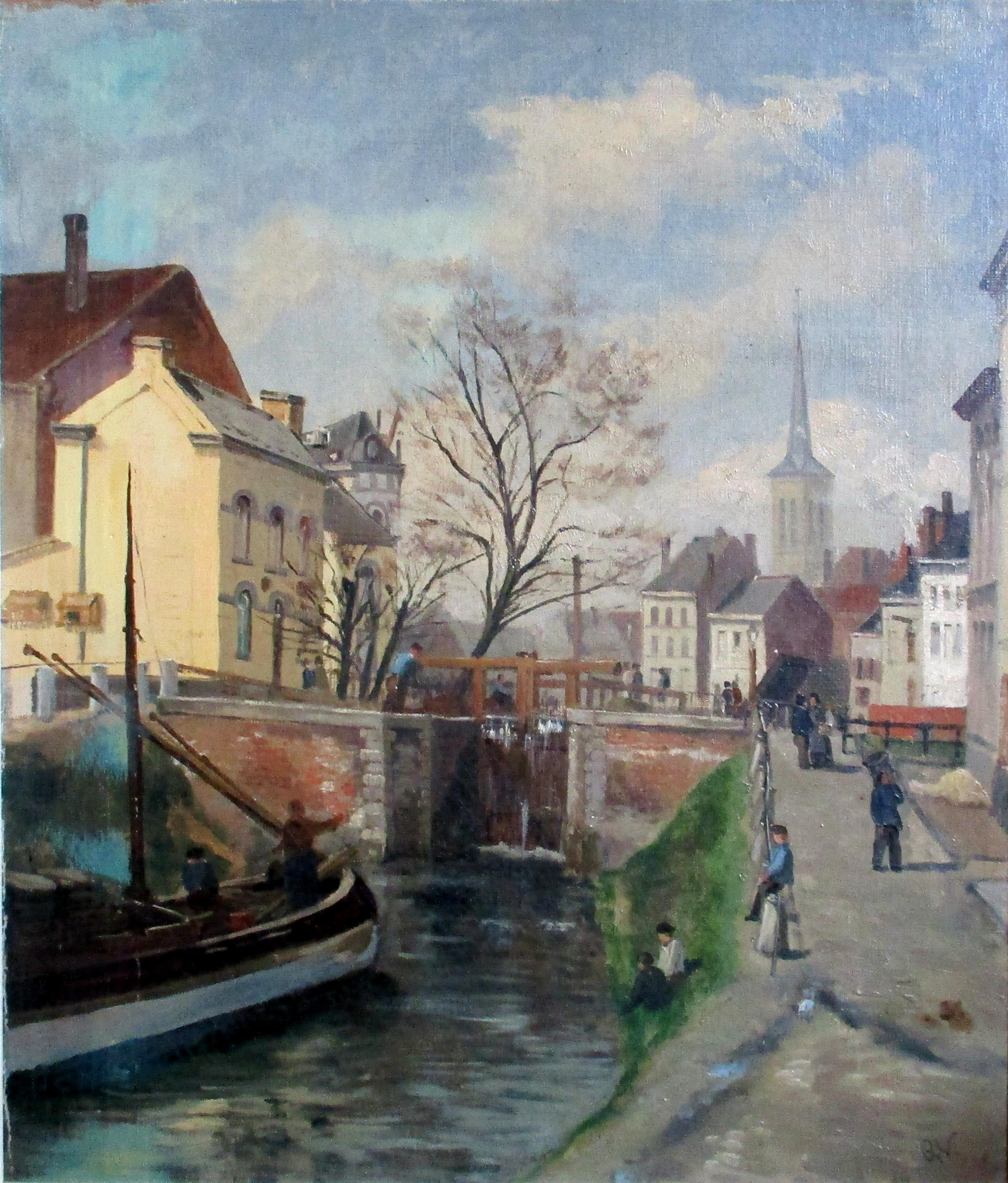
Écluse du canal Charleroi-Bruxelles à Cureghem, peinture de Gustave Walckiers, v. 1880

Au cours du xixe siècle, le quartier va connaître un véritable essor. En partie grâce à sa situation privilégiée sur le canal Charleroi-Bruxelles, inauguré en 1832, l'industrie textile prospéra dans le hameau et de nombreuses activités commerçantes vinrent s'installer le long de la Senne, dont nombre d'entre elles étaient liées à l'industrie brassicole et à l'abattage d'animaux. L'École vétérinaire et d'économie rurale s'y installe en 1836 et prend le nom d'École royale de médecine vétérinaire de Cureghem. Elle restera la seule école vétérinaire du pays pendant plus d'un siècle. À l'origine, l'abattoir principal était celui de la Ville de Bruxelles, bâti en 1842 à l'emplacement de l'actuel Institut des Arts et Métiers le long des boulevards de la petite ceinture. Après diverses discussions politiques, il est déplacé le long de la rue Ropsy-Chaudron à Cureghem. Les abattoirs d'Anderlecht sont inaugurés en 1890. L'image paisible des grandes prairies trempées par la Senne qui prévalait jusqu'alors disparut à jamais.
Le quartier devient dès lors de plus en plus prospère et peuplé. Les autorités anderlechtoises décidèrent d'ailleurs de développer une politique urbanistique dynamique en traçant de larges rues bordées de maisons bourgeoises à l'ouest de la chaussée de Mons qui avait longtemps constitué l'épine dorsale du hameau de Cureghem. C'est aussi l'époque de la construction des principaux bâtiments communaux au rang desquels le plus emblématique de tous : le nouvel hôtel communal achevé en 1879 par Jules-Jacques Van Ysendyck, celui-là même qui construisit la maison communale de Schaerbeek. La situation à proximité de la gare du Midi et de l'école vétérinaire dans un quartier en pleine expansion motiva les édiles locaux. À côté de la gare du Midi qui borde le quartier, Cureghem fut également doté de sa propre gare. Édifiée en 1872, elle était située à hauteur de l'actuel square Émile Vandervelde. Elle resta en activité jusqu'en 1983 et fut détruite en 1990 pour des raisons de sécurité.

### XXeetXXIesiècles
Jusqu'au début du xxe siècle, Cureghem est une banlieue en plein essor qui attire une importante population ouvrière. Durant l'entre-deux-guerre, le quartier accueille une importante diaspora juive dont de nombreux membres étaient actifs dans la confection de vêtements et le travail du cuir. Un monument aux martyrs juifs se situe d'ailleurs à Cureghem et de nombreux pavés de la mémoire y ont été placés,. Le déclin industriel, cependant, qui débute déjà avant la Première Guerre mondiale, s'accélère après la Grande Dépression et la Seconde Guerre mondiale.
Depuis l'après-guerre, le quartier reste marqué par une précarité importante et par une criminalité liée au trafic de drogue.

## Secteurs
Le quartier de Cureghem est l'un des plus grands quartiers d'Anderlecht mais surtout le plus peuplé. Il a la particularité d'être le seul quartier à l'Est de la commune à être urbanisé.[réf. nécessaire]
Ce grand quartier au visage multiple est subdivisé en plusieurs secteurs :

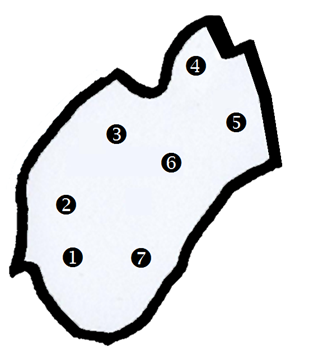
Secteurs de Cureghem

1. Crickx-Goujons aussi dit "porte de Cureghem"
2. Cité Albert I
3. Clemenceau-Brogniez aussi dit "quartier des abattoirs"
4. Leemens aussi dit "  quartier de La Rosée"
5. Triangle "ancien quartier juif"
6. Bara-Conseil aussi dit "quartier du Midi"
7. Vétérinaire-Révision

## Curiosités et sites importants
- Athénée royal Leonardo da Vinci
- Église Notre-Dame-Immaculée
- École secondaire Théo Lambert
- Institut Notre-Dame
- Abattoirs d'Anderlecht
- Hôtel communal d'Anderlecht
- Musée national de la résistance
- Musée bruxellois de la gueuze
- Erasmus Hogeschool Brussel (école supérieure néerlandophone)

## Accès
- 17 Anderlecht-Zonning Industriel via  / N266
- (depuis centre-ville)